# クライスト・ホニートン

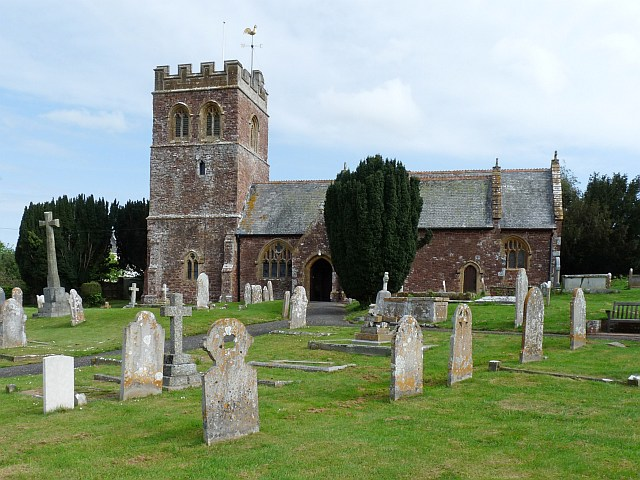
クライスト・ホニートン教会

クライスト・ホニートン（またはホニートン・クライスト）（英: Clyst Honiton (or Honiton Clyst)）は、イギリスの村で、デヴォン州のイースト・デヴォン地区にある。エクセター市の東8 km（5マイル）ある小教区。教会は聖ミカエルと天使達 。2001年の人口は295人。
村の郊外にあるエクセター空港は1938年に開港した。村はもともとエクセターからホニートンまでの主要道路A30沿いにあったが、1990年代に迂回された。2013年10月、A30とクランブルック周辺を結ぶバイパスが村の東に開通した。
小教区は、ブロードクライスト、ロックベアー、アイルズベア、ファリンドン、ソウトンの小教区によって北から時計回りに囲まれている。
この村は、ロビン・ヒッチコック（英語: Robyn Hitchcock）の曲「Goodnight I Say」で言及されている。
2020年8月、デヴォン郡評議会とアマゾンの両方から助成金を得て教区評議会は、ヨーロッパと日本の両方で、第二次世界大戦終結75周年を記念して庭園を造った。